# Inermiphonte drachi
Inermiphonte drachi is een eenoogkreeftjessoort uit de familie van de Laophontidae. De wetenschappelijke naam van de soort is voor het eerst geldig gepubliceerd in 1966 door Médioni & Soyer.